# Hensleigh Wedgwood
Hensleigh Wedgwood (Tarrant Gunville, 21 gennaio 1803 – Londra, 2 giugno 1891) è stato un filologo, lessicografo e linguista britannico, autore del primo dizionario etimologico inglese: A Dictionary of English Etymology (1859).
Era il quarto figlio di Josiah Wedgwood II, nipote del famoso ceramista  Josiah Wedgwood e cugino di Charles Darwin, di cui sposò la sorella Emma nel 1839.

## Opere
- On the Development of Understanding, 1848.
- On the Origin of Language, 1866.
- A Dictionary of English Etymology, Second Edition, 1872.
- Contested Etymologies in the Dictionary of Rev. W. W. Skeat, 1882.